# Lanistes bicarinatus
Lanistes bicarinatus е вид коремоного от семейство Ampullariidae.

## Разпространение
Видът е разпространен в Демократична република Конго.